# Eparchia di Volgograd

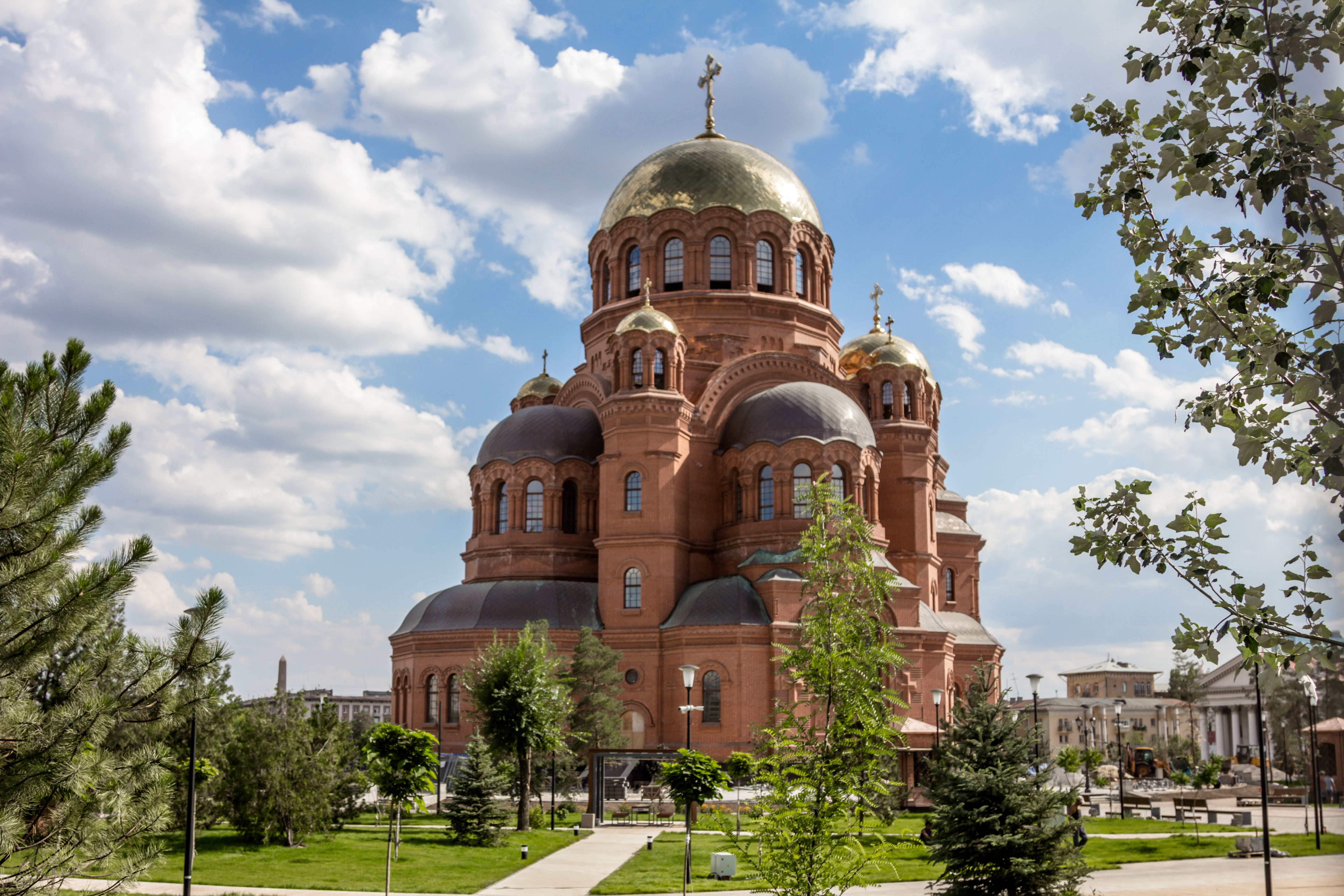
La cattedrale Aleksandr Nevskij di Volgograd.

L'eparchia di Volgograd (in russo Волгоградская епархия?) è una diocesi della Chiesa ortodossa russa, appartenente alla metropolia di Volgograd.

## Territorio
L'eparchia comprende le città di Volgograd, Kamyšin, Dubovka e Kotovo, e i rajon Gorodiščenskij, Dubovskij, Kamyšinskij e Kotovskij nell'oblast' di Volgograd.
Sede eparchiale è la città di Volgograd, dove si trova la cattedrale Aleksandr Nevskij.
L'eparca ha il titolo ufficiale di «metropolita di Volgograd e Kamyšin».

## Storia
L'eparchia di Caricyn (antico nome della città di Volgograd) fu eretta nel 1918, ricavandone il territorio dall'eparchia di Saratov. Nel 1925 assunse il nome di "eparchia di Stalingrado". Il 15 luglio 1959 l'eparchia fu soppressa e le sue parrocchie nuovamente annesse all'eparchia di Saratov.
L'odierna eparchia è stata eretta il 31 gennaio 1991 con giurisdizione sull'intera oblast' di Volgograd.
Il 15 marzo 2012 ha ceduto porzioni di territorio a vantaggio dell'erezione delle eparchie di Kalač e Urjupinsk e contestualmente è entrata a far parte della metropolia di Volgograd.